# Fort Towson (Oklahoma)
Fort Towson es un pueblo ubicado en el condado de Choctaw en el estado estadounidense de Oklahoma. En el año 2010 tenía una población de 	519 habitantes y una densidad poblacional de 33,7 personas por km².

## Geografía
Fort Towson se encuentra ubicado en las coordenadas 34°1′12″N 95°16′46″O / 34.02000, -95.27944 (34.020042, -95.279374).

## Demografía
Según la Oficina del Censo en 2000 los ingresos medios por hogar en la localidad eran de $19,676 y los ingresos medios por familia eran $21,705. Los hombres tenían unos ingresos medios de $19,583 frente a los $16,389 para las mujeres. La renta per cápita para la localidad era de $12,612. Alrededor del 31.7% de la población estaban por debajo del umbral de pobreza.